# Kinbergonuphis fragilis
Kinbergonuphis fragilis är en ringmaskart som först beskrevs av Johan Gustaf Hjalmar Kinberg 1865.  Kinbergonuphis fragilis ingår i släktet Kinbergonuphis och familjen Onuphidae. Inga underarter finns listade i Catalogue of Life.